# Ha-Xomer Ha-Hadaix
Ha-Xomer Ha-Hadaix (en hebreu: השומר החדש) és una organització sionista que va ser fundada el 2007 a Israel, l'organització està centrada en la defensa i la protecció de la Terra d'Israel.
En 2007 un jove de Galilea es va enfrontar a uns agressors provinents d'un llogaret veí, que durant anys havien intentat esgotar a la seva família perquè abandonés les seves terres, fent-los la vida impossible amb un seguit constant de robatoris, incendis i vandalisme.
Amb la seva família a punt de fer fallida, el jove va sentir la necessitat d'actuar. Joel Zilberman va instal·lar-se en una tenda de campanya en el cim d'un turó, i un cop allà es va mantenir alerta i va defensar la seva propietat. Al principi fou ajudat per uns amics i després fou ajudat per uns voluntaris.
Joel va aconseguir fer fora als agressors i defensar la terra que havia estat de la seva família durant generacions. El que va començar com una missió d'una persona, aviat va esdevenir un moviment popular. Joel Zilberman i On Rifman (del Nègueb), van fundar l'organització Ha-Xomer Ha-Hadaix (en català: el nou guardià).
Els dos joves aviat van adonar-se de que la seva lluita era la mateixa de tants agricultors de Galilea i el Nègueb. Milers d'hectàrees de terra, que històricament i estratègicament han estat significatives per a Israel, ja havien estat abandonades i milers més estaven a punt de ser abandonades per part dels agricultors i els ramaders que ja no podien fer front als intrusos.
Tal com van fer els primers pioners sionistes que van formar el moviment Ha-Xomer original per tal de protegir les seves terres dels atacs, Joel va fundar l'organització Ha-Xomer Ha-Hadaix (el nou guardià).
Menys d'una dècada després, Ha-Xomer Ha-Hadaix és un moviment sionista que disposa de milers de voluntaris i està format per persones de totes les edats, disposades a canviar el paisatge del seu país. Alguns dels objectius del moviment Ha-Xomer Ha-Hadaix són; inspirar un canvi social, crear nous líders i fer possible una societat més segura.